# Nonet
Nonet (łac. nonus – dziewiąty, ang. nonet, fr. nonet, niem. Nonett, wł. nonetto) – dwuznaczne pojęcie muzyczne:
1. zespół muzyczny dziewięciu osób;
2. utwór muzyczny dla takiego zespołu.

Nonet uważany jest za najliczniejszy zespół kameralny zdolny do swobodnego występowania bez dyrygenta.